# أفاتار

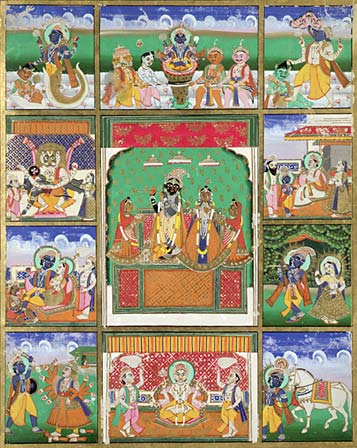
أفاتارات فيشنو العشرة وفي المركز كريشنا

أفاتار أو التجسد (بالسنسكريتية: अवतार) في الفلسفة الهندوسية يشير إلى تجسد كائن علوي (ديفا) أو الإله الأعلى على كوكب الأرض. ترجمة كلمة أفاتارا في السنسكريتية النزول وتعني عادة النزول المقصود للعوالم السفلية لأهداف خاصة. تستعمل الكلمة في الهندوسية عادة للإشارة لتجسدات فيشنو الذي يعبده كثير من الهندوسيين كإله. ثم استعملت الكلمة للإشارة لأي تجسدات للإله أو لمعلمين مهمين في ديانات أخرى.

## أفاتارات فيشنو
- ماتيسا السمكة
- كورما السلحفاة
- فاراها الخنزير البري
- ناراسيمها
- فامانا القزم
- باراسوراما المحارب
- راما
- كريشنا

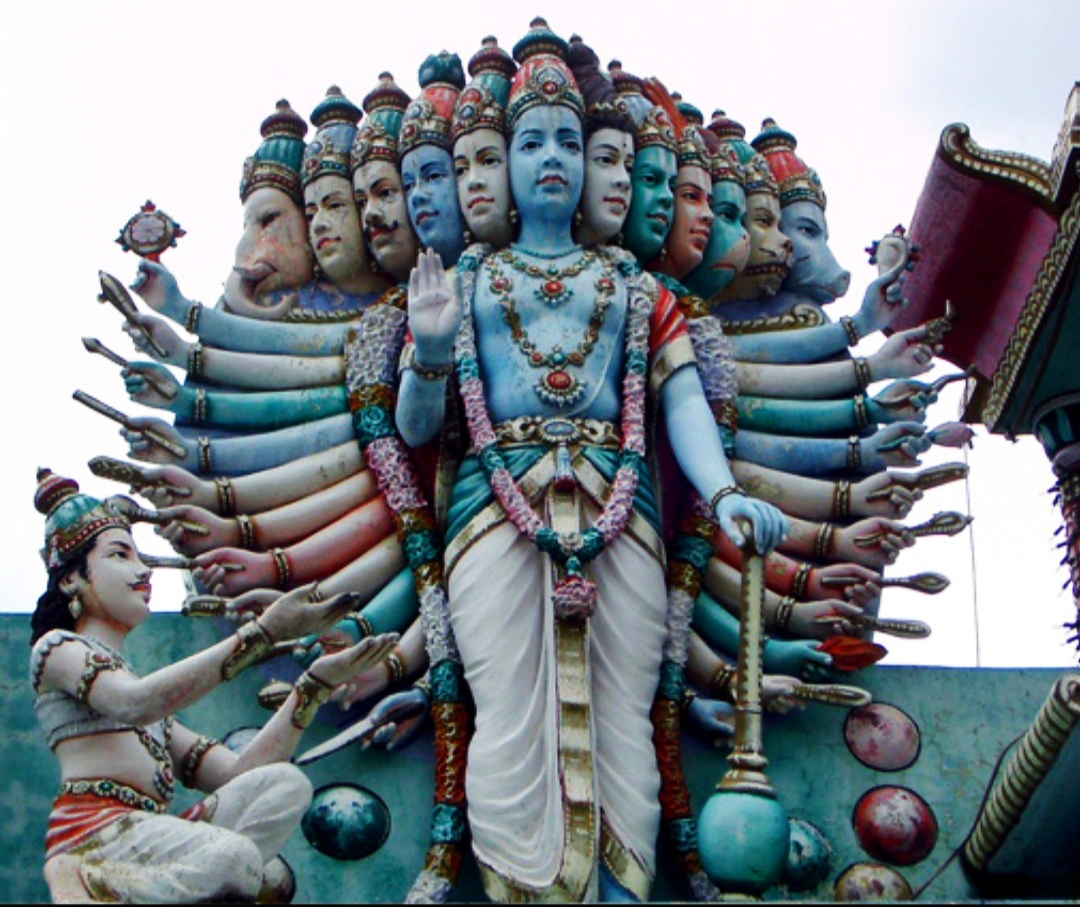
أفاتارات فيشنو

- بوذا المعلم (هناك حوار بين البوذية والهندوسية هو تجسد فيشنو لبوذا)
- كالي